# C. Productions
 (août 2020).
Si vous disposez d'ouvrages ou d'articles de référence ou si vous connaissez des sites web de qualité traitant du thème abordé ici, merci de compléter l'article en donnant les références utiles à sa vérifiabilité et en les liant à la section « Notes et références ».
C. Productions, abréviation de Capital Productions S.A., est une société de production française créée le 25 juin 1996, filiale du Groupe M6. La société produit des émissions comme Capital, 66 minutes ou encore Zone Interdite.

## Émissions
- 100 % foot
- 100 % mag (2008-2014)
- 50 ans qui ont changé notre quotidien (2010-2011)
- 66 minutes (depuis 2006)
- Accusé à tort (2010-2011)
- Appel à témoins (depuis 2021)[1]
- Ça peut vous arriver (depuis 2020)
- Capital (depuis 1988)
- Ce soir en famille, magazine de société
- Contre-enquête (une seule émission en 2019)
- Coupable, non coupable (2009-2012)
- Demain tous
- Docs de choc (2003-2005)
- Dossier Tabou (depuis 2016)
- Enquête d'action
- Enquête exclusive (depuis 2005)
- Enquêtes criminelles : le magazine des faits divers
- État de choc (depuis 2016)
- Face à l'actu (2011)
- Familles extraordinaires (depuis 2018)
- French in the City (2018)
- Générations famille (2009)
- Grandes énigmes criminelles (2011)
- Hors Stade (1999-2002)
- Les nouvelles maisons préférées des français (depuis 2022)
- Les parcs d'attractions préférés des français (depuis 2022)
- Mister Biz (1997-2000)
- Minuté Par Minuté
- Ne nous fâchons pas (depuis 2023)
- Nouvelle vie (2019)
- Pourquoi ça marche
- Secrets d'actualité (2000-2008)
- Sos animaux (depuis 2020)
- Les Dossiers de Téva
- Terrain d'investigation
- Un jour, un doc (depuis 2022)
- Urgences vétérinaires
- Zone évasion (depuis 2022)
- Zone Interdite (depuis 1993)
- Véto de choc